# PlatformIO
PlatformIO — це крос-платформний, крос-архітектурний, множинний фреймворк, професійний інструмент для інженерів вбудованих систем і розробників програмного забезпечення, які пишуть програми для вбудованих продуктів.

## Призначення
Метою PlatformIO є полегшення розробки різноманітних вбудованих систем. Як правило, кожна платформа використовує власну IDE та окремі інструменти.
PlatformIO можна використовувати автономно, як програму командного рядка (PlatformIO Core) або як частину IDE.
Підтримується багато різних IDE і редакторів, таких як Atom, Eclipse, Emacs, NetBeans, Vim і Visual Studio. Проте кращим IDE є Visual Studio Code, який у поєднанні з розширенням також називається PlatformIO IDE.
PlatformIO IDE часто використовується як альтернатива Arduino IDE.
Підтримується кілька різних платформ для мікроконтролерів і FPGA, таких як Atmel AVR, ESP8266, ESP32, MCS-51, Lattice iCE40, PIC32, nRF51, RP2040, STM8, STM32, TI MSP430 і Teensy. Вже є відповідні конфігурації для понад тисячі плат.
Залежно від платформи базовий фреймворк використовується або для конкретного виробника, або для кросплатформних SDK, як-от фреймворк Arduino.
Крім того, програмні бібліотеки для програми також можна отримати безпосередньо через IDE. Для цього можна використовувати інтегроване керування пакетами.

## Філософія проєкту
Унікальна філософія PlatformIO на ринку вбудованих пристроїв надає розробникам сучасне інтегроване середовище розробки (Cloud & Desktop IDE), яке працює між платформами, підтримує багато різних комплектів розробки програмного забезпечення (SDK) або Frameworks і включає складне налагодження (Debugging), модульне тестування (Unit Testing), автоматизований аналіз коду (Static Code Analysis) і віддалене керування (Remote Development). Він створений для максимальної гнучкості та можливості вибору для розробників, які можуть використовувати або графічний редактор, або редактор командного рядка (PlatformIO Core (CLI)), або обидва.
PlatformIO — це обов'язковий інструмент для професійних інженерів вбудованих систем, які розробляють рішення на більш ніж одній конкретній платформі. Крім того, завдяки децентралізованій архітектурі PlatformIO пропонує як новим, так і існуючим розробникам швидкий шлях інтеграції для розробки комерційних продуктів і скорочує загальний час виходу на ринок.
І він працює на будь-якій з сучасних операційних систем (macOS, MS Windows, Linux, FreeBSD).

## Технології
PlatformIO застосовує новітню масштабовану та гнучку технологію програмного забезпечення на ринку вбудованих пристроїв — галузі, яка традиційно обслуговується складними програмними інструментами, які досвідчені інженери апаратного забезпечення навчилися з часом. Замість цього з PlatformIO користувачі можуть бути любителями або професіоналами. Вони можуть імпортувати класичний скетч Arduino «Blink» або розробити складну низькорівневу вбудовану програму C для комерційного продукту.
Структура системи збірки автоматично позначає залежності програмного забезпечення та застосовує їх за допомогою модульної ієрархії, яка позбавляє від звичайної складності та болю. Розробникам більше не потрібно вручну знаходити та збирати середовище ланцюжків інструментів, компіляторів і бібліотечних залежностей для розробки програм для конкретної цілі. У PlatformIO натискання кнопки компіляції призведе до автоматичного введення всіх необхідних залежностей.
PlatformIO Core (CLI) — це унікальна система збірки, розроблена з нуля, яка усуває звичайну проблему інтеграції програмного забезпечення, упаковки та залежностей бібліотеки, з якою стикаються розробники, коли вони виходять за межі конкретного SDK або прикладу вбудованої програми. Він може використовуватися з різноманітними середовищами розробки коду та забезпечує легку інтеграцію з численними хмарними платформами та вебсервісами.

## Цікаві факти
Проєкт створений розробниками з України.